# إذاعة الجي بي سي
إذاعة الجي بي سي هي محطة اعلامية إذاعية أردنية تبث من عمان، كان اسمها سابقاً صوت المدينة، تبث على التردد 88.7 في عمان، وعلى التردد 93.3 في إربد والشمال. ويعتبر الراديو ثاني انطلاقة اعلامية لمشاريع مجموعة قنوات البث الأردنية، حيث تم تأسيسه عام 2007، بعد صحيفة المدينة الورقية، 

## وصلات خارجية
- الموقع الرسمي لاذاعه الجي بي سي.